# North Lincolnshire
Le North Lincolnshire (littéralement, le « Lincolnshire-du-Nord » ou le « Lincolnshire-Septentrional »)  est une autorité unitaire d'Angleterre dans la région Yorkshire et Humber.

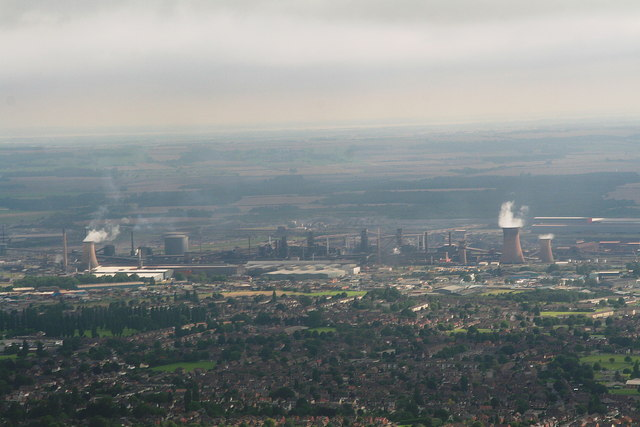
Scunthorpe, le centre administratif et la colonie la plus peuplée de l'arrondissement

## Présentation
Les 846 km2 du comté se situe au sud de l'estuaire du Humber et consiste principalement en des terres agricoles incluant les deux rives de la rivière Trent. Il est bordé par le North East Lincolnshire, le Lincolnshire et le East Riding of Yorkshire. Du point de vue cérémoniel, il est considéré comme faisant partie du Lincolnshire.
Jusqu'au 1er avril 1996, il faisait partie du Humberside. Le comté a été formé par la réunion des boroughs de Glanford, Scunthorpe et le sud du Boothferry.
Historiquement il fait partie du Lindsey.
Il existe trois villes significatives: Scunthorpe (le centre administratif), Brigg and Barton-upon-Humber.